# Хлопкув-Кольонія
Хлопкув-Кольонія (пол. Chłopków-Kolonia) — село в Польщі, у гміні Плятерув Лосицького повіту Мазовецького воєводства. Населення — 78 осіб (2011).

## Історія
Поблизу села лежить давнє руське городище, ймовірно, XII століття.
У селі була давня дерев'яна греко-католицька церква. У 1702 році вона згоріла.
1872 року місцева греко-католицька парафія налічувала 1917 вірян. 1880 року в селі зведено православну церкву.
У міжвоєнні 1918—1939 роки польська влада в рамках великої акції закриття та руйнування українських храмів на Холмщині і Підляшші перетворила місцеву православну церкву на римо-католицький костел.
У 1975-1998 роках село належало до Білопідляського воєводства.

## Населення
Демографічна структура станом на 31 березня 2011 року:
|          | Загалом | Допрацездатний вік | Працездатний вік | Постпрацездатний вік |
| -------- | ------- | ------------------ | ---------------- | -------------------- |
| Чоловіки | 43      | 7                  | 28               | 8                    |
| Жінки    | 35      | 4                  | 17               | 14                   |
| Разом    | 78      | 11                 | 45               | 22                   |